# Pantoporia vulcanica
Pantoporia vulcanica är en fjärilsart som beskrevs av John Nevill Eliot 1969. Pantoporia vulcanica ingår i släktet Pantoporia och familjen praktfjärilar. Inga underarter finns listade i Catalogue of Life.